# Gele looftiran
De gele looftiran (Capsiempis flaveola) is een zangvogel uit de familie Tyrannidae (tirannen).

## Verspreiding en leefgebied
Deze soort komt voor van Nicaragua tot het oosten van Brazilië en telt vijf ondersoorten:
- C. f. semiflava: van zuidelijk Nicaragua tot Panama.
- C. f. cerula: oostelijk Colombia, zuidelijk Venezuela, noordoostelijk Ecuador, de Guyana's en noordelijk Brazilië.
- C. f. leucophrys: noordelijk Colombia en noordwestelijk Venezuela.
- C. f. magnirostris: zuidwestelijk Ecuador.
- C. f. flaveola: oostelijk Bolivia, Paraguay, noordoostelijk Argentinië en oostelijk Brazilië.